# Le Roi Porc
Le Roi Porc (en italien : Il Re Porco) est un conte de fées figurant dans le premier volume — Deuxième Nuit, Première Fable — des Nuits facétieuses, publié en 1550 à Venise sous le nom de Giovanni Francesco Straparola. Il s'agit de l'un des premiers contes de fées littéraires publiés en Europe.
À la fin du XVIIe siècle, Madame d'Aulnoy écrira, en français, sa propre version du conte, sous le titre Le Prince Marcassin. C'est également du Roi Porc que semble s'inspirer le conte La Belle et la Bête. 

## Résumé
Galiot, roi d'Angleterre, et la reine Hersille, fille du roi Matthias de Hongrie, se désolent de ne pas avoir d'enfants bien qu'ils soient mariés déjà depuis un certain temps. Un jour que la reine s'est endormie dans le jardin, trois fées l'aperçoivent. Les fées se mettent d'accord : la première décide qu'aucun homme ne fera jamais aucun mal à la reine et que, la prochaine fois qu'elle partagera la couche de son époux, elle aura un fils qu'aucun n'égalera en beauté, la deuxième décide que personne n'aura pouvoir d'offenser la reine et que le futur prince sera doué de toutes les vertus, et la troisième dit que la reine sera sage entre toutes, mais que le fils qu'elle enfantera naîtra dans la peau d'un porc et se conduira comme un porc, et il sera contraint de rester en cet état jusqu'à ce qu'il se soit marié trois fois.
La reine ne tarde pas à donner le jour à un fils, mais celui-ci a l'apparence d'un porcelet. Le roi, qui craint le déshonneur, pense d'abord à jeter le nouveau-né à la mer mais, se disant qu'il ne peut faire subir pareil traitement à un être de son sang, il se résout à l'élever non comme une bête mais comme un être raisonnable. Le prince apprend jusqu'à parler. Dès que l'occasion se présente, cependant, il court se vautrer dans la fange :

« […] Ce petit enfant estant nourry en toute diligence venoit souventefois vers la mere, & se levant sur deux pattes luy mettoit le petit groin en son giron, & les petites pattes sur ses genoux. Et la bonne mere, ne laissoit pas de le caresser en luy mettant les mains sur sa peau pelue, & le baisoit et l'embrassoit tout ainsi qu'une creature humaine. Ce pendant le petit filz se tortilloit la queue, montrant par signes evidens, que les caresses maternelles luy estoient fort agreables. Estant ce petit porc creu, commença à former la parole humaine, & s'en aller par la ville et se fourroit par les ordures, & immondices comme font les autres porcz. Puis se trouvant ainsi ord, et sale s'en retournoit en la maison, & en s'approchant du pere, & de la mere se frottoit à leurs beaux accoutremens en les souillant de fange, & puanteur : & pourautant qu'ilz n'avoyent autre enfant que luy, ilz portoyent tout en patience. […] »

Un jour, il fait part à sa mère de son désir de se marier. La reine, d'abord, cherche à l'en dissuader. Le prince indique alors une jeune fille qui lui plaît. Face à son insistance, la reine fait mander la mère de la jeune fille en question, une femme pauvre qui a deux autres filles aussi belles que la première. La reine réussit à la convaincre de marier son aînée au prince, en lui disant que, ce faisant, sa fille deviendra, au même titre que son futur époux, l'héritière du royaume. La jeune fille dit son dégoût, mais finit par céder. Elle reçoit de beaux habits que, dès qu'il la voit, le prince s'empresse de souiller. Elle le repousse et, quand approche le moment de partager pour la première fois le lit du prince, elle fait à haute voix serment de le tuer. La nuit, le prince, qui l'a entendu ruminer ce projet, donne à la jeune fille couchée à son côté de si grands coups, qu'elle en meurt sur-le-champ. Le prince obtient ensuite d'épouser la deuxième sœur, mais elle connaît le même sort que la première. Le prince, enfin, réclame de pouvoir épouser Meldine, la sœur cadette. La reine va trouver la troisième sœur qui, contre toute attente, se montre fort ravie de cette demande. Devenue princesse, elle témoigne de la bienveillance à l'égard de son époux et, en dépit des souillures dont le prince porc la couvre, répond à ses caresses :

« […] Quand l'heure fut venue de s'aller reposer, l'espose s'en alla coucher, attendant tousjours que son cher espoux y vinst, & bien tost apres son ord & puant mary se vint coucher, & elle lui commença, à accoutrer la teste sur le chevet en le couvrant fort bien, & fermant les courtines à fin qu'il n'endurast point de froid. Le jour venu monsieur le Porc ayant laissé sa place orde, & puante s'en alla paistre, comme de coutume. Le matin la Royne s'en alla vers la chambre de l'espouse, & estimant voir ce qu'elle avoit veu des autres par le passé, trouva sa belle fille toute joyeuse, & contente combien que le lict fust souillé d'ordures, & infections. Et remercia le bon Dieu d'un tel bien : de ce que son filz avoit trouvé une femme à son plaisir. […] »

Peu après le mariage, au cours d'une conversation enjouée avec sa femme, le prince lui annonce qu'il va lui révéler un secret. Après qu'elle a promis de n'en rien dire à personne, le prince ôte sa peau de porc et il lui apparaît sous l'aspect d'un beau jeune homme. Ils se couchent et restent enlacés toute la nuit. Au matin, cependant, il revêt de nouveau sa peau d'animal et, comme à l'habitude, part aussitôt se souiller.
Meldine tombe enceinte et donne naissance à un très beau garçon qui, à la plus grande joie du roi et de la reine, n'a rien d'une bête. Il pèse pourtant à la princesse de garder le secret et, un beau jour, elle s'en va trouver sa belle-mère pour lui raconter tout ; elle l'invite à venir constater par elle-même la métamorphose. La nuit, le roi et la reine, qui se sont cachés dans la chambre de leur fils, peuvent constater la véracité de ses dires. Le roi, avant de quitter la pièce, ordonne qu'on prenne la peau de porc laissée dans un coin et qu'on la mette en morceaux.
Sans tarder, le roi abdique en faveur de son fils. Celui-ci est surnommé le Roi Porc ; il gouverne au grand contentement de tous et vit longtemps et heureux en compagnie de sa bien-aimée Meldine.

## Le Prince Marcassin (version deMmed'Aulnoy)

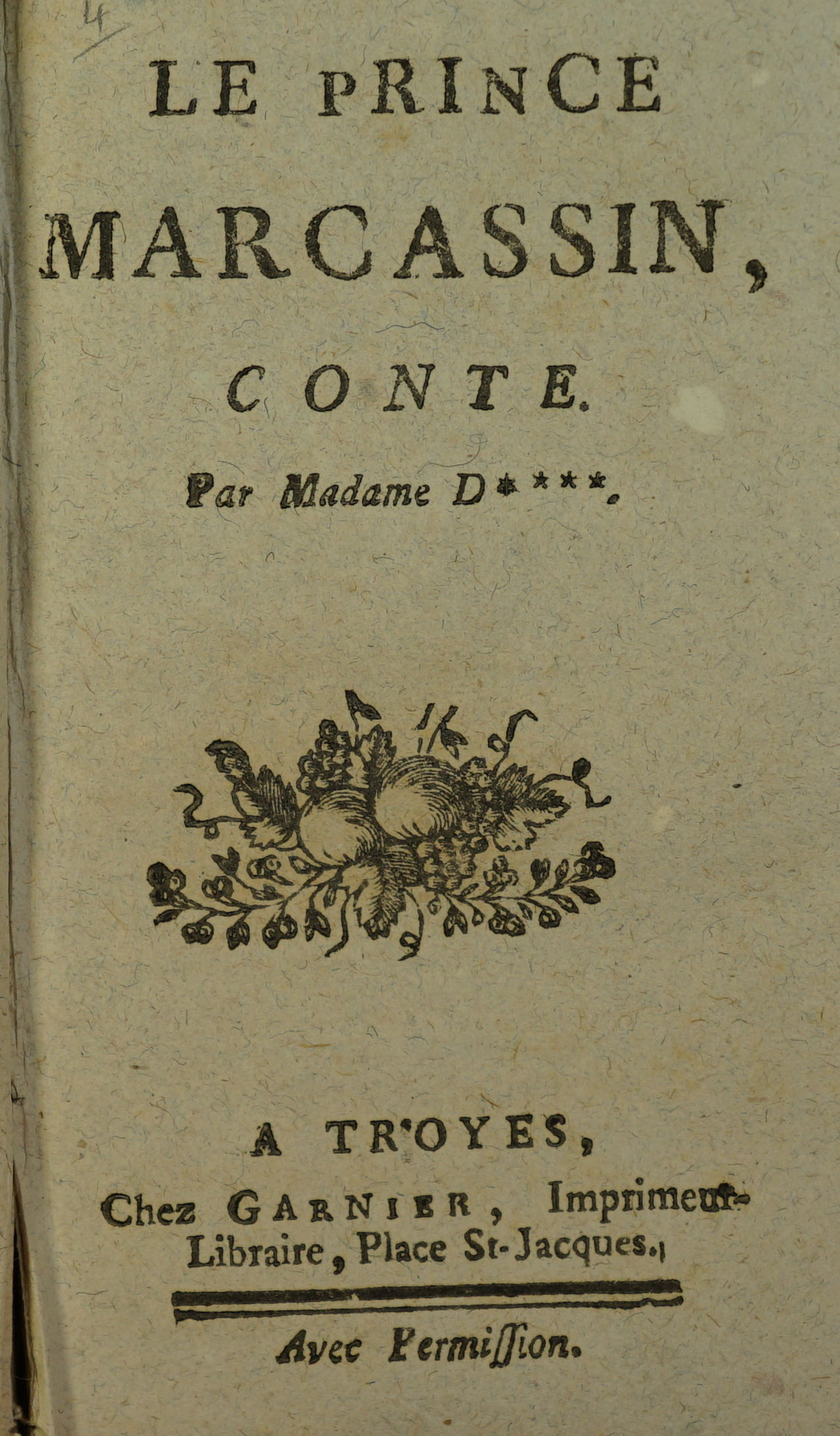
Imprimé en 1710.

À la fin du XVIIe siècle, Madame d'Aulnoy, visiblement à partir d'une traduction du texte de Straparola, écrira sa propre version du conte, qui comporte certaines différences par rapport à l'original, notamment par son traitement nettement plus littéraire, et en ce qui concerne le comportement du prince, qui ne court pas en toute occasion se vautrer dans la fange, et la justification de la mort des deux sœurs aînées, qui dans le récit n'est du reste que provisoire…
Un roi et une reine, avancés en âge, se désespèrent d'avoir un jour un enfant. Un jour que la reine cueille des fleurs dans un bois, elle se retrouve, après avoir mangé des fraises, plongée dans un profond sommeil. Elle rêve alors que trois fées s'arrêtent au-dessus de sa tête et discutent à son sujet. La première la doue d'avoir un fils le plus beau, le plus aimable et le mieux aimé du monde. La deuxième offre que ce fils réussisse en toute entreprise et soit toujours puissant, plein d'esprit et de justice. Quant à la troisième, elle éclate de rire, puis marmonne quelque chose que la reine ne comprend pas. Plus tard, la reine fait part de son rêve au roi. Celui-ci s'inquiète un peu de la réaction de la troisième fée, mais la reine pense à ce qu'ont dit les deux premières, et son désir d'enfant est si fort qu'elle n'espère rien tant que son rêve se réalise.

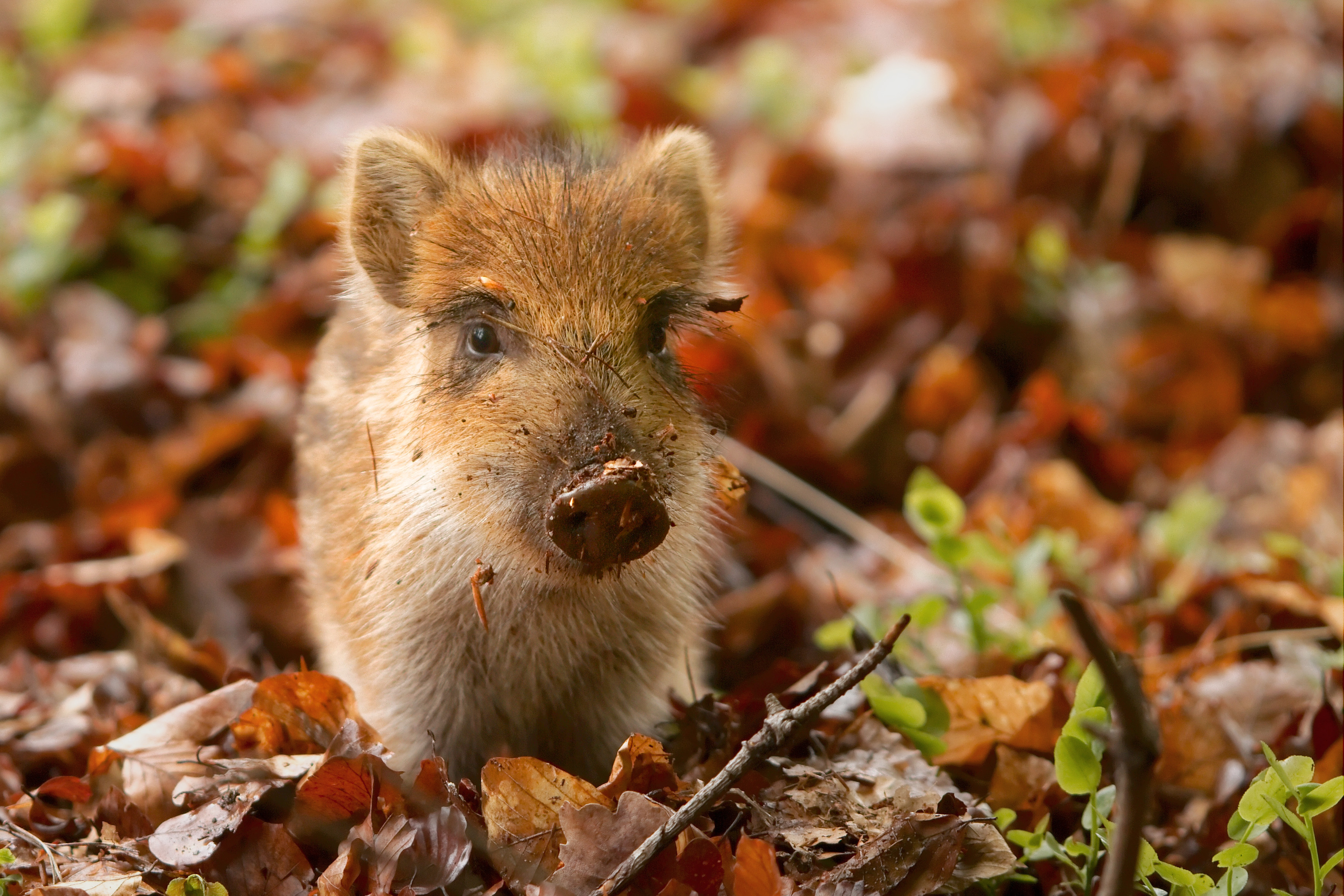
Un marcassin.

Peu après, la reine tombe enceinte. La joie qui anime alors tout le royaume se mue en consternation lorsqu'on constate, à sa naissance, que l'enfant est en fait un petit marcassin. La chose est cachée à la mère. Le père veut d'abord noyer l'enfant, mais prend pitié, et le fait nourrir par six nourrices. Arrive le moment où le roi est bien obligé de montrer l'enfant à son épouse, et celle-ci, malgré son chagrin, persuade son époux de veiller avec le plus grand soin à son éducation. La mère ne peut s'empêcher d'aimer son petit, malgré son apparence. Un soir qu'elle se promène avec le prince à l'endroit-même où elle a fait son rêve, elle voit apparaître l'une des fées, qui lui dit qu'un temps viendra où elle trouvera son enfant « aimable », puis la fée disparaît dans un arbre, et l'arbre disparaît à son tour, en rentrant dans le sol. La reine parle de sa vision à son époux le roi, mais cela ne le console guère. Marcassin apprend à parler et à marcher sur ses pattes de derrière et arrive à se comporter en bien des points comme un homme.
Un jour, le prince voit venir au palais une dame, suivie de ses trois filles, fort avenantes. La femme, qui est pauvre, supplie la reine de prendre les trois demoiselles à son service, ce que la reine accepte. L'aînée, Ismène, et un jeune chevalier, Coridon, tombent amoureux l'un de l'autre. Il est question de leur mariage, mais Marcassin s'est découvert lui aussi des sentiments pour Ismène. Il finit par lui déclarer sa flamme de façon détournée. La jeune fille, qui comprend où il veut en venir, lui oppose un refus. Elle confie ensuite son désarroi à Coridon, au même moment que Marcassin fait part à sa mère de son intention de prendre Ismène pour épouse. La reine lui reproche de vouloir épouser une jeune fille d'une condition inférieure à la sienne et lui dit qu'il pourra s'unir à une princesse, étant donné que les princesses jouissent d'une liberté moindre que celle des autres femmes. Mais le prince est fermement décidé, et la reine, vaincue, convoque alors la mère d'Ismène qui, mue par l'ambition, va aussitôt trouver sa fille et lui ordonne d'accepter la demande du prince. Tandis que, désespérée, la jeune fille se console auprès de son amant, Marcassin les surprend. Les noces, dont les préparatifs sont précipités, ont cependant lieu. Après le bal, Ismène découvre dans son cabinet Coridon, un poignard à la main. Il lui exprime sa désolation puis, sous ses yeux, il met fin à ses jours. Ismène prend alors le poignard, et rejoint Coridon dans la mort.
Marcassin se console difficilement de la mort de sa femme. Peu après, sa mère, tandis qu'allongée dans son lit elle songe à ses malheurs, voit à nouveau apparaître la fée. Celle-ci lui explique qu'elles sont trois fées, mais que l'une d'entre elles est mauvaise et gâte presque toujours ce que les autres font. Elle dit à la reine de garder espoir, puis disparaît. Après plusieurs jours de deuil, Marcassin finit par succomber aux charmes de Zélonide, l'une des deux sœurs de sa défunte femme, et il obtient de ses parents la permission de lui demander sa main. Il se précipite auprès de Zélonide, qui répond par des larmes à sa demande en mariage. Il va dès lors trouver lui-même sa belle-mère, qui lui dit qu'elle forcera Zélonide à donner son consentement et, si elle refuse, qu'elle la tuera. Parmi les cadeaux que lui fait parvenir le prince, Zélonide trouve un poignard, qu'elle pense être celui dont Ismène s'est servi. Le mariage est célébré en pleine forêt. Pour le bal, Marcassin se déguise en astrologue. Zélonide, qui croit parler à l'une de ses confidentes qui a revêtu un déguisement identique, trahit à Marcassin son intention de le tuer une fois la nuit venue et, comptant sur son amie pour l'y aider, pensant donner à celle-ci le poignard, le donne en fait à celui qu'elle veut tuer. La nuit, alors que le prince fait mine de dormir, Zélonide cherche partout sa complice et, ne la trouvant pas, tente d'étrangler son époux, mais celui-ci, aussitôt, se jette sur elle et, lui perçant la gorge de ses défenses, la tue. Plein d'amertume, le prince décide de quitter la cour et part vivre dans la forêt.
La mère d'Ismène et de Zélonide, qui regrette à présent d'avoir forcé la main à ses deux aînées, se retire à la campagne avec la seule fille qui lui reste, sa cadette, Marthésie. La jeune fille, cependant, rencontre par hasard Marcassin, qui tombe sous son charme, et lui fait part de sa tristesse d'avoir causé tant de mal à sa famille. Il insiste pour qu'elle reste vivre avec lui dans la forêt, mais cette perspective n'enchante guère la demoiselle. Après avoir conversé longuement avec le prince, elle le quitte, mais lui promet de revenir. Et elle revient, en effet. Il l'emmène dans la grotte qui lui sert d'abri et où il a laissé, en prévision de sa venue, des animaux égorgés dont il espère la régaler. Elle lui dit qu'elle aime mieux les fruits. Il va lui en chercher, après avoir pris soin de bien fermer la porte pour empêcher la belle de partir, ce qu'elle n'aurait pas fait même si elle avait pu. Après ce frugal repas de noce, Marthésie fait un lit de mousse et d'herbe et ils s'y allongent tous deux. Ils s'endorment. Durant la nuit, la jeune fille se réveille et, touchant doucement le prince, il lui semble, curieusement, que c'est un homme. Quand vient le matin, cependant, c'est toujours Marcassin qui est étendu à côté d'elle.
Six mois passent durant lesquels ils vivent ensemble dans la grotte, puis Marthésie tombe enceinte, et la pensée de donner à son tour naissance à une bête la plonge dans l'affliction. Une nuit, alors qu'ils sont au lit, elle entend quelqu'un chuchoter quelque chose à son mari. Quand l'interlocuteur mystérieux s'en va, le prince aussitôt se rendort et Marthésie se lève, espérant découvrir avec qui il parlait. L'individu a disparu derrière la porte mais, en retournant se coucher, la jeune fille sent quelque chose à ses pieds près du lit. Quand elle s'aperçoit qu'il s'agit d'une peau de sanglier, elle la prend et la cache. Le lendemain, dès qu'il fait jour, elle découvre le prince occupé à chercher de tous côtés et, à sa grande et bonne surprise, elle voit que c'est un homme, extraordinairement beau et bien fait. Il lui raconte alors l'histoire des fées apparues en rêve à sa mère, et que la troisième l'avait doué d'être marcassin jusqu'à ce qu'il ait épousé trois femmes et que la troisième ait trouvé la peau de sanglier. Il explique que, le jour de leur union, l'une des fées lui est apparue qui lui a tout dit. À partir de cet instant, il pouvait quitter dès le coucher du soleil sa peau de sanglier, mais avant que Marthésie ne découvre celle-ci, il était contraint de remettre sa peau au matin et de garder la chose secrète, ce que la fée venait souvent, la nuit, lui répéter. Après avoir terminé son récit, le prince veut enfiler de nouveau sa peau de bête, mais il s'aperçoit qu'elle est devenue trop étroite et redoute d'être puni de ne plus pouvoir la mettre. À ce moment, la voûte de leur grotte s'ouvre, et six quenouilles, trois blanches et trois noires, tombent à leurs pieds et se mettent à danser. Ils entendent alors une voix qui leur dit qu'ils seront heureux s'ils devinent de quoi il s'agit. Marcassin devine que les quenouilles blanches sont les fées, et Marthésie que les quenouilles noires sont ses deux sœurs et Coridon. Aussitôt, à la place des quenouilles, apparaissent les trois fées, ainsi qu'Ismène, Zélonide et Coridon, que la mort a libérés. Les fées promettent que le prince gardera sa belle apparence, et la grotte se transforme en superbe tente, où le couple trouve de beaux habits et de quoi se rassasier. Ensuite, des carosses les ramènent au palais.
Plus tard, le prince et sa femme ont un fils, qui n'a rien du tout d'un marcassin.

## Classification
Dans la classification des contes-types d'Aarne et Thompson, Le Roi Porc et Le Prince Marcassin sont rangés dans les contes de type AT 433B, « le Prince en serpent ». Le Petit Âne, un conte recueilli par les frères Grimm et qui comporte d'étroites similitudes avec le Roi Porc, à la différence près qu'il n'y est pas question d'un Roi Porc mais d'un Roi Âne, est classé quant à lui dans le type AT 430, « le Fiancé Âne ». Voir aussi le conte La Belle et la Bête dans la version de Madame de Villeneuve et celle de Madame Leprince de Beaumont.

## Commentaire
Dans le Roi Porc, la mère qui accepte que ses filles épousent un être bestial pour les profits financiers que la famille pourra en retirer — la reine avance l'argument que son fils et celle qui sera son épouse hériteront du royaume après qu'elle et le roi seront morts — représente un élément clairement présent dans les mariages arrangés. Le conte a été interprété comme une représentation symbolique de ce type de mariage : la répulsion que la fiancée éprouve de devoir épouser un inconnu est symbolisée, dans le conte, par l'apparence bestiale de celui-ci.

## Sources et bibliographie

### Texte en ligne
- (fr) Les Facecieuses Nuictz du Seigneur Jan François Straparole, trad. Jean Louveau, Guillaume Rouille, Lyon, 1560. Voir « Seconde Nuict, Fable deuxième », p. 88-99. – En ligne sur Google Books. – Commentaire général sur l'ouvrage : Ne contient en fait que les cinq premières Nuits ; certaines libertés sont prises avec la traduction, plusieurs récits se trouvant même remplacés par d'autres, de l'Allemand Bebel.
- (it) Giovanni Francesco Straparola, Le piacevoli notti, Libro primo, Notte seconda, Favola I. – sur intratext.com.
- (fr) « Le Prince Marcassin », dans Comtesse d'Aulnoy, Nouveau Cabinet des fées, 5 : La Suite des "Fées à la mode", Slatkine, Genève, 1785, p. 395[i.e. 295]-355. – En ligne sur Gallica.

### Ouvrages de référence/ études
- (fr) Paul Delarue, Marie-Louise Ténèze, Le Conte populaire français, édition en un seul volume reprenant les quatre tomes publiés entre 1976 et 1985, Maisonneuve et Laroze, coll. « Références », Paris, 2002  (ISBN 2-7068-1572-8).
- (en) Suzanne Magnanini, « Bestiality and Interclass Marriage in Straparola's "Il re porco" », dans S. Magnanini, Fairy-Tale Science : Monstrous Generation in the Tales of Straparola and Basile, University of Toronto Press, Toronto-Buffalo-Londres, 2008  (ISBN 978-0-8020-9754-5), chap. 5, p. 93-116. – En ligne (texte partiel) sur Google Books.
- (en) Lewis C. Seifert, « Pig or Prince ? : Monstrous Masculinity in "Le Prince Marcassin" », dans Equinoxes, 1 (Printemps-Été 2003).
- (en) Maria Tatar, Off with Their Heads ! : Fairy Tales and the Culture of Childhood, Princeton University Press, Princeton, 1992  (ISBN 0-691-06943-3).